# ジョン・ケネジ・バチスタ・ジ・ソウザ
ジョン・ケネジ（John Kennedy）ことジョン・ケネジ・バチスタ・ジ・ソウザ（ポルトガル語: John Kennedy Batista de Souza、2001年5月18日 - ）は、ブラジルのサッカー選手。ポジションはFW。

## クラブ歴
セハーノFCでサッカーを始め、2016年、14歳の時にフルミネンセFCの下部組織に移籍。2020年9月にはSLベンフィカへの移籍の噂が出たが、同月29日に2024年まで契約を延長した。2021年1月20日のカンピオナート・ブラジレイロ・セリエAでルイス・エンヒキに代わってハーフタイムに投入され選手初出場初得点を記録した。